# Б-452 «Беркут»
Б-452 «Беркут» — советская подводная лодка, построенная в 1972—1973 годах по проекту 670М «Чайка» с ракетным комплексом П-120 «Малахит». Служила в составе 11-й, 50-й и 7-й дивизий подводных лодок Северного флота. Единственный корабль переоборудованный по проекту 06704 — вместо восьми ракет П-120 получила 24 ракеты П-800 «Оникс». Утилизирована в 2000 году, рубка сохранена как памятник на СРЗ «Нерпа».

## История строительства
5 февраля 1971 года была зачислена в списки кораблей ВМФ СССР как К-452.
30 декабря 1972 года состоялась закладка корабля на заводе «Красное Сормово» им. А. Жданова в Горьком. В июле 1973 года была спущена на воду, 13 декабря поднят военно-морской флаг, 30 декабря того же года под командованием капитана 2-го ранга Осипова Б. А. вступила в строй. Подводники вспоминают Бориса Осипова как строгого руководителя и отличного моряка, болеющего за экипаж и за корабль, и имеющего в этом полную поддержку командования. Экипаж К-452 был сформирован на базе 11-й дивизии подводных лодок, усилиями командира и замполита он собирался из лучших выпускников военно-морских училищ и отборных специалистов из других экипажей дивизии, мичманский состав собирался из первого выпуска Школы техников — специально созданного учебного заведения среднего технического образования, готовившего специалистов для атомных подводных лодок. По штату в составе экипажа было 20 матросов срочной службы, их тоже отбирали из числа имеющих среднее техническое образование.

## История службы
7 февраля 1974 года К-452 вошла в состав Северного флота, до декабря оставалась в подчинении 339-й отдельной бригады строящихся и ремонтируемых подводных лодок, базировалась на Северодвинск, использовалась для испытаний своего основного вооружения — крылатых ракет П-120 «Малахит», выполнила 8 ракетных пусков. Во время первого же выхода в море обнаружила иностранную подводную лодку и успешно передала контакт противолодочным силам Северного флота. 30 декабря 1974 года вошла в состав 11-й дивизии подводных лодок, базировалась на Западную Лицу.
В 1975 и 1976 годах выполнила боевые службы в Средиземном море. В 1976 году объявлена лучшим кораблём дивизии. 25 июля 1977 года была переклассифицирована в большую атомную подводную лодку. В конце 1977 — начале 1978 года выполнила боевую службу в Средиземном море. С 1977 по 1985 год экипаж К-452 имел и подтверждал почётное звание «отличный».
15 января 1978 года переклассифицирована в крейсерскую подводную лодку. В 1979 году выполнила боевую службу в Карибском море, приняла участие в групповых учениях с АПЛ К-308 по совместной торпедной атаке отряда боевых кораблей.
По воспоминаниям старпома (затем — командира) К-452 Батергарая Зулькарнаева лодка, на которую он был назначен в 1978 году, в это время была одной из самых «плавающих» в дивизии, и весь её экипаж являлся профессионалами высшего класса.
В 1980 году в группе с АПЛ К-458 приняла участие в учениях «Дамба». В 1981 году совершила боевую службу в Атлантическом океане, принимала участие в учениях «Фланг-81». В 1982 году совершила боевую службу в Атлантике с оценкой «Отлично», участвовала в учениях «Фланг-82» и в испытаниях тяжёлого атомного ракетного крейсера «Киров». В октябре 1982 года завоевала приз Главкома ВМФ по ракетной стрельбе, заслужила звание самой скрытной подводной лодки Северного флота. В 1983 году выполнила две боевые службы в Средиземном море. В 1984 году передана из 11-й ДиПЛ в 50-ю дивизию подводных лодок, перебазирована в Видяево, в том же году выполнила боевую службу в Средиземном море (на борту 295-й экипаж АПЛ), принимала участие в учениях «Океан-84».
В 1986—1992 годах на заводе СРЗ-10 в Полярном переоборудована по проекту 06704 (в разных источниках шифр «Беркут» или «Чайка-Б»), В рамках модификации по проекту 06704 были оставлены восемь контейнеров и каждый оснащён тремя сверхзвуковыми крылатыми ракетами П-800 «Оникс» (SSN-N-26). В 1989 году получила название «Беркут», в 1990 году перезагружен реактор. В 1991 году передана в состав 7-й дивизии подводных лодок (Видяево).
3 июня 1992 года переклассифицирована в большую атомную подводную лодку, переименована в Б-452. В 1992—1995 годах использовалась для испытания ракетного комплекса П-800, успешно выполняла одиночные и залповые стрельбы. Испытания новых ракет прошли успешно, и «Ониксы» были приняты в качестве вооружения для новейших МПЛАТРК 4-го поколения проекта 885 «Ясень». В 1995 году на Б-452 остановлен атомный реактор.
22 декабря 1997 года переименована в «Новгород Великий».
30 мая 1998 года была исключена из состава ВМФ в связи со сдачей в отдел фондового имущества, поставлена на прикол в губе Ара (п. Видяево). В 2000 году утилизирована в Снежногорске на СРЗ «Нерпа», рубка корабля установлена в качестве памятника на территории завода.

## Командиры
- 1971—1975: Осипов Борис Анатольевич
- 1975—1976: Карзунин В.
- 1976—1977: Осипов Борис Анатольевич
- 1977—1981: Ворошнин Владимир Николаевич
- 1981—1983: Зулькарнаев, Батергарай Салимович
- 1983—1985: Лагир Вячеслав Михайлович
- 1985—1988: Степняков Александр Степанович
- 1988—1991: Обухов Валерий Васильевич
- 1991—1996: Абрамов Константин Клавдиевич
- 1996—2000: Мельников Владимир Иванович